# Petr Svoboda (lekkoatleta)
Petr Svoboda (ur. 10 października 1984 w Třebíču) – czeski lekkoatleta specjalizujący się w biegach przez płotki.
Uczestnik igrzysk olimpijskich – w Pekinie w 2008 dotarł do półfinału. Dwukrotnie stawał na podium halowego czempionatu Starego Kontynentu. Wielokrotny medalista mistrzostw Czech oraz reprezentant kraju w pucharze Europy i meczach międzypaństwowych. W 2012 wziął ślub z czeską tyczkarką, mistrzynią Europy z 2012, Jiříną Ptáčníkovą. We wrześniu 2013, w związku z przedłużającymi się kontuzjami, ogłosił zakończenie sportowej kariery. Jednak rok później powrócił do startów.

## Kariera
Międzynarodową karierę zaczynał od występu w skoku w dal na mistrzostwach świata juniorów młodszych (2001). Podczas juniorskich mistrzostw globu w 2002 odpadł w eliminacjach biegu na 100 metrów. W 2003 na eliminacjach zakończył udział w mistrzostwach Europy juniorów, a w 2005 najpierw nie ukończył siedmioboju na halowych mistrzostwach Europy i odpadł w eliminacjach biegu na 110 metrów przez płotki w czasie młodzieżowych mistrzostw Europy. Uczestnik igrzysk olimpijskich w Pekinie, podczas których dotarł do półfinału biegu na 110 metrów przez płotki. Brązowy medalista halowych mistrzostw Europy (2009) w biegu na 60 m przez płotki. W sezonie 2010 był piąty na halowych mistrzostwach świata oraz szósty podczas mistrzostw Europy. Halowy mistrz Europy z 2011. Sezon letni 2011 musiał opuścić z powodu urazu, także uraz uniemożliwił mu występy w roku 2012 podczas mistrzostw Europy oraz na igrzyskach olimpijskich w Londynie.
Rekordy życiowe: bieg na 60 m przez płotki – 7,44 (27 lutego 2010, Praga); bieg na 110 m przez płotki – 13,27 (14 czerwca 2010, Praga). Rezultaty Svobody są aktualnymi rekordami Czech.

## Osiągnięcia
| Rok  | Impreza                               | Miejsce        | Konkurencja                | Lokata            | Wynik |
| ---- | ------------------------------------- | -------------- | -------------------------- | ----------------- | ----- |
| 2001 | Mistrzostwa świata juniorów młodszych | Debreczyn      | skok w dal                 | el. – 26. miejsce | 6,71  |
| 2002 | Mistrzostwa świata juniorów           | Kingston       | bieg na 100 m              | eliminacje        | 10,79 |
| 2003 | Mistrzostwa Europy juniorów           | Tampere        | bieg na 110 m przez płotki | eliminacje        | 14,60 |
| 2005 | Halowe mistrzostwa Europy             | Madryt         | siedmiobój                 | –                 | DNF   |
| 2005 | Młodzieżowe mistrzostwa Europy        | Erfurt         | bieg na 110 m przez płotki | eliminacje        | 14,19 |
| 2007 | Halowe mistrzostwa Europy             | Birmingham     | bieg na 60 m przez płotki  | półfinał          | 7,80  |
| 2007 | I liga pucharu Europy                 | Vaasa          | bieg na 110 m przez płotki | 4. miejsce        | 14,00 |
| 2008 | Halowe mistrzostwa świata             | Walencja       | bieg na 60 m przez płotki  | półfinał          | 7,81  |
| 2008 | I liga pucharu Europy                 | Leiria         | bieg na 110 m przez płotki | 1. miejsce        | 13,51 |
| 2008 | Igrzyska olimpijskie                  | Pekin          | bieg na 110 m przez płotki | półfinał          | 13,60 |
| 2008 | Światowy finał lekkoatletyczny IAAF   | Stuttgart      | bieg na 110 m przez płotki | 2. miejsce        | 13,33 |
| 2009 | Halowe mistrzostwa Europy             | Turyn          | bieg na 60 m przez płotki  | 3. miejsce        | 7,61  |
| 2009 | Mistrzostwa świata                    | Berlin         | bieg na 110 m przez płotki | 6. miejsce        | 13,38 |
| 2009 | Światowy finał lekkoatletyczny IAAF   | Saloniki       | bieg na 110 m przez płotki | 4. miejsce        | 13,50 |
| 2010 | Halowe mistrzostwa świata             | Doha           | bieg na 60 m przez płotki  | 5. miejsce        | 7,58  |
| 2010 | Mistrzostwa Europy                    | Barcelona      | bieg na 110 m przez płotki | 6. miejsce        | 13,57 |
| 2011 | Halowe mistrzostwa Europy             | Paryż          | bieg na 60 m przez plotki  | 1. miejsce        | 7,49  |
| 2014 | Mistrzostwa Europy                    | Zurych         | bieg na 110 m przez płotki | 5. miejsce        | 13,63 |
| 2015 | Halowe mistrzostwa Europy             | Praga          | bieg na 60 m przez płotki  | 8. miejsce        | 7,67  |
| 2015 | I liga drużynowych mistrzostw Europy  | Heraklion      | bieg na 110 m przez płotki | 3. miejsce        | 13,74 |
| 2015 | Mistrzostwa świata                    | Pekin          | bieg na 110 m przez płotki | półfinał          | 13,67 |
| 2016 | Igrzyska olimpijskie                  | Rio de Janeiro | bieg na 110 m przez płotki | półfinał          | 13,67 |
| 2017 | Halowe mistrzostwa Europy             | Belgrad        | bieg na 60 m przez płotki  | 3. miejsce        | 7,53  |
| 2018 | Halowe mistrzostwa świata             | Birmingham     | bieg na 60 m przez płotki  | półfinał          | 7,64  |
| 2021 | I liga drużynowych mistrzostw Europy  | Kluż-Napoka    | bieg na 110 m przez płotki | 3. miejsce        | 13,73 |
| 2022 | Halowe mistrzostwa świata             | Belgrad        | bieg na 60 m przez płotki  | półfinał          | 7,71  |
| 2022 | Mistrzostwa świata                    | Eugene         | bieg na 110 m przez płotki | eliminacje        | 13,65 |
| 2024 | Halowe mistrzostwa świata             | Glasgow        | bieg na 60 m przez płotki  | eliminacje        | DNF   |